# Bauch von München
Der „Bauch von München“ ist im Volksmund eine Bezeichnung der Münchner für die Gegend um die beiden direkt nebeneinander liegenden städtischen Betriebe Großmarkthalle München und Schlachthof München in den Stadtbezirken Sendling und Isarvorstadt.
Schlachthof und Großmarkthalle bilden die Lebensader vieler Gewerbebetriebe in der unmittelbaren Umgebung und verleihen dem Stadtteil einen unverwechselbaren Charakter. Die beiden Betriebe sicherten seit dem Beginn des 20. Jahrhunderts gemeinsam praktisch die komplette Versorgung der Münchner Bevölkerung mit Lebensmitteln und sind auch heute noch für die Versorgung des Einzelhandels und der Gastronomie sehr wichtig. Zum 1. Januar 2007 wurden sie zum neuen Eigenbetrieb Markthallen München fusioniert.
Die Bezeichnung leitet sich ab von Émile Zolas Roman Der Bauch von Paris („Le ventre de Paris“, 1873).
Birgit Eckelt drehte für den Bayerischen Rundfunk unter dem Titel Der Bauch Münchens – Das Schlachthofviertel einen Dokumentarfilm, der die Atmosphäre des Viertels einfängt. Der Film aus der 14-teiligen Reihe Irgendwo in Bayern wurde am 10. Mai 2003 erstmals im Bayerischen Fernsehen ausgestrahlt.